# Phaeocroides
Phaeocroides är ett släkte av skalbaggar. Phaeocroides ingår i familjen Hybosoridae.
Kladogram enligt Catalogue of Life:
| Phaeocroides | \| \| Phaeocroides damarinus \| \| \| \| \| \| Phaeocroides effetus \| \| \| \| \| \| Phaeocroides mapellii \| \| \| \| \| \| Phaeocroides nanus \| \| \| \| \| \| Phaeocroides orientalis \| \| \| \| |
|              | \| \| Phaeocroides damarinus \| \| \| \| \| \| Phaeocroides effetus \| \| \| \| \| \| Phaeocroides mapellii \| \| \| \| \| \| Phaeocroides nanus \| \| \| \| \| \| Phaeocroides orientalis \| \| \| \| |
|              | Phaeocroides damarinus |
|              | |
|              | Phaeocroides effetus |
|              | |
|              | Phaeocroides mapellii |
|              | |
|              | Phaeocroides nanus |
|              | |
|              | Phaeocroides orientalis |
|              | |